# ФК Сочи
ФК Сочи (рус. Футбольный клуб Сочи) је руски фудбалски клуб из Сочија. Тренутно се такмичи у Премијер лиги Русије. Своје утакмице игра на Олимпијском стадиону Фишт.

## Историја
Клуб је основан 6. јуна 2018. године након премештања ФК Динамо Санкт Петербурга у Сочи.
ФК Сочи се пласирао у Премијер лигу Русије на крају сезоне 2018/2019.

## ФК Сочи у европским такмичењима
| Сезона   | Такмичење        | Коло        | Држава     | Клуб        | Дом. терен | Гос. терен | Укупно      |
| -------- | ---------------- | ----------- | ---------- | ----------- | ---------- | ---------- | ----------- |
| 2021/22. | УЕФА Лига Европе | 2. коло кв. | Азербејџан | ФК Кешла    | 3:0        | 4:2        | 7:2         |
| 2021/22. | УЕФА Лига Европе | 3. коло кв. | Србија     | ФК Партизан | 1:1        | 2:2        | 3:3 (2:4 п) |